# Instituto Universitário da Maia
A Universidade da Maia é uma instituição de ensino superior universitário, instalada num campus universitário com mais de 70.000 m2, que nos últimos anos, se tem evidenciado com a mais elevada população escolar do Ensino Superior Privado no norte do país.
Toda a comunidade escolar usufrui de ambiente privilegiado de bem-estar e conforto, estimulando a vida ativa e dinâmica, aberto à inovação, com permanente exigência e rigor, numa atmosfera pautada de valores, merecendo realce a amizade, o respeito e a responsabilidade.
No ISMAI está consolidada uma cultura de avaliação, que se exprime fortemente no processo de acreditação dos ciclos de estudos, com evidências na qualidade do corpo docente, das instalações, dos equipamentos, das interações com a sociedade envolvente e no esforço crescente de internacionalização, através da realização de projetos e criação de cursos em associação sustentados em parcerias, além dos incentivos aos estudantes internacionais.

## História
O Instituto Superior da Maia foi instituído pela Maiêutica, Cooperativa de Ensino Superior, C.R.L. e iniciou o seu funcionamento em 1990, na Quinta da Gruta do Castêlo da Maia, cedida pela Câmara Municipal da Maia, com 117 alunos, que frequentavam quatro cursos de natureza politécnica.
A autonomia foi assegurada em 1995 com a aquisição de terrenos e a construção da 1.ª fase das instalações próprias que acolheram cerca de 2000 alunos. A 2.ª fase foi edificada em 2003 e, nessa altura, a população escolar do ISMAI ultrapassou os 4000 alunos, muito semelhante à de 2016.
O Projeto Maia Digital envolveu uma quantia de oito milhões e trezentos e cinquenta euros e foi concluído em 2006, com 98,8% de execução. No Relatório de Avaliação, apresentado em 17 de março de 2006, consta que "a Maia será o primeiro concelho do país onde quase todos os estabelecimentos de ensino irão beneficiar de um sistema integrado de gestão escolar".
Em 2004/2005, teve início o funcionamento dos cursos de Mestrado, o que reforçou a natureza universitária da Instituição e, no ano seguinte, foram criados os Cursos de Especialização Tecnológica (CET), formação que, na altura, se afirmava com significativo sucesso na Alemanha e Irlanda, visando diminuir o insucesso escolar, reduzir o abandono escolar precoce e antecipar os jovens na inserção na vida ativa. Com o processo de Bolonha, implementado a partir de 2006, desenvolveu-se no ISMAI uma cultura de autoavaliação, avaliação externa e internacional, estruturada e profissionalizada, proporcionando a avaliação realizada pela Associação Europeia das Universidades (EUA) em 2009 e 2010, com apoio financeiro da DGES.
Por ter reunido as condições previstas pela legislação em vigor e cumprir integralmente os requisitos previstos, pelo Decreto-Lei n.º 6/2014, de 14 de janeiro, foi alterado «o reconhecimento de interesse público do Instituto Superior da Maia, passando este a ter a natureza de Instituto Universitário e a adotar a denominação Instituto Universitário da Maia – ISMAI».

Em 2015/2016, por força do Decreto-Lei n.º 43/2014, de 18 de março, que criou os Cursos Técnicos Superiores Profissionais (CTeSP), com a duração de dois anos, o Instituto Universitário da Maia, como todas as instituições de ensino superior, deixou de ministrar os Cursos de Especialização Tecnológica (CET). Em consequência dessa opção da política educativa do governo, os responsáveis pela Maiêutica, no sentido de evitar a perda de uma população escolar de cerca de 500 alunos/ano reuniram condições para a criação do Instituto Politécnico da Maia, que iniciou o seu funcionamento em 2015/2016, com cursos de natureza politécnica, com o grau de Licenciatura e Cursos Técnicos Superiores Profissionais não conferentes de grau, com a duração de dois anos.

## Localização
O ISMAI ocupa instalações construídas de raiz, modernas, consideravelmente enriquecidas, com um Complexo Desportivo a ser edificado, com todos os espaços dotados de equipamentos atualizados e adequados à natureza dos seus cursos.

## Ensino
A Oferta Informativa do Instituto Universitário da Maia está dividida em 4 Departamentos:
- Departamento de Ciências da Educação Física e Desporto
- Departamento de Ciências Sociais e do Comportamento
- Departamento de Ciências Empresariais
- Departamento de Ciências da Comunicação e Tecnologias da Informação

## Vida Académica
Ser estudante é mais do que ter uma formação de qualidade, é usufruir ao máximo da uma experiência académica. Explora a componente associativa e a dinamização cultural.

## Investigação
As seis unidades de investigação dispõem do apoio de várias unidades funcionais, estruturadas e com vocação para contribuírem para a robustez da qualidade da lecionação de 16 cursos de 1.º ciclo (Licenciatura), 12 cursos de 2.º ciclo (Mestrados) e um curso de 3.º ciclo (Doutoramento), distribuídos por quatro departamentos, além de se destacarem na prestação de serviços à comunidade interna, como à externa.

### Unidades de Investigação
- Centro de Estudos de Desenvolvimento Turístico - CEDTUR
- Centro de Investigação em Desporto, Saúde e Desenvolvimento Humano - CIDESD
- Centro de Investigação em Tecnologias e Estudos Intermédia - CITEI
- Unidade de Investigação em Ciências Empresariais e Sustentabilidade - UNICES
- Unidade de Investigação em Criminologia e Ciências do Comportamento - UICCC
- Unidade de Investigação em Desenvolvimento Humano e Psicologia - UNIDEP